# Tobor
Tobor est un village du Sénégal situé en Basse-Casamance, à l'est de Niamone. Il fait partie de la commune de Niamone, dans l'arrondissement de Tenghory, le département de Bignona et la région de Ziguinchor.
Lors du dernier recensement (2002), la localité comptait 1 349 habitants et 188 ménages.
On y parle le baïnouk-gunyaamolo. le village de Tobor compte deux écoles primaires et un CEM. le premier maire de la commune de Niamone est originaire de Tobor il se nomme Léopold Coly.
La forêt de Tobor est classée.

## Histoire
La route de Ziguinchor à Tobor est construite dans les années 1920 dans des conditions particulièrement difficiles, sous l'autorité du chef de canton, Arfang Sonko, qui recrute des travailleurs prestataires dans le cadre du travail forcé institué par le code de l'indigénat. Dans cette zone très marécageuse, il faut construire une digue, sans beaucoup de moyens et avec des matériaux locaux, pour surélever la route sur toute sa longueur, soit 6 km. 14 000 travailleurs sont mobilisés, pour des durées excédant le travail forcé légal,.